# Phanerotoma caudalis
Phanerotoma caudalis är en stekelart som beskrevs av Herbert Zettel 1989. Phanerotoma caudalis ingår i släktet Phanerotoma och familjen bracksteklar. Inga underarter finns listade i Catalogue of Life.